# مات لوكاس (مغني)
مات لوكاس (بالإنجليزية: Matt Lucas)‏ هو مغني أمريكي، ولد في 19 يوليو 1935 في ممفيس في الولايات المتحدة.

## وصلات خارجية
- مات لوكاس على موقع ميوزك برينز (الإنجليزية)
- مات لوكاس على موقع ديسكوغز (الإنجليزية)